# 三刀屋久扶
三刀屋久扶（みとや ひさすけ，？—1591年12月5日），日本戰國時代及安土桃山時代的武將。三刀屋賴扶之子。三刀屋城主。別名為新四郎、三刀屋久祐。兒子為三刀屋孝扶。因擁有三刀屋彈正釜而聞名。

## 历史
享禄元年（1528年）自父親賴扶手中繼承家督。初期仕於尼子氏擔任惣侍眾，俸祿為三刀屋本領6,785石。
天文9年（1540年），跟隨主君尼子晴久進攻安藝國毛利元就的吉田郡山城，天文10年（1541年）擔任大内氏家臣陶隆房的援軍但敗北，跟隨晴久退往出雲國。此次大敗後，三刀屋氏與宍道氏（宍道隆慶）、三澤氏等人均被大内氏寢返。天文12年（1543年）大内義隆進攻尼子氏的月山富田城但失敗，久扶與其他出雲國人眾再度歸參尼子氏。之後，尼子晴久為加強對出雲國内家臣之統制力道，於是以賜名給家臣方式予以籠絡，久扶也在弘治3年（1557年）時拜領「久」字。
永祿5年（1562年），山吹城主本城常光降伏於毛利氏，久佑與三澤為清、赤穴盛清等人也降伏。居城三刀屋城為毛利氏重要的軍事據點。永祿6年（1563年）於地王峠一地擊敗尼子氏家臣立原久綱。之後進攻白鹿城，以及第二次月山富田城之戰均有參戰。久扶與三澤為清・米原綱寬等人均成為小早川隆景的配下，擔任進攻菅谷口。之後，於月山富田城擊敗尼子氏，尼子氏滅亡。
永禄12年（1569年），山中鹿之介復興尼子氏，原本有參與復興的久扶卻因舊臣以不忠為由而被拒絕，久扶隨著吉川元春攻打私部城等城池，直至天正6年（1578年）在上月城之戰時消滅尼子復興軍。同時久扶向當主毛利輝元獻上誓忠效約，並需要隨著毛利氏出征的同時，也保留獨立的權利。
天正14年（1586年），參與小倉城之戰。也同時帶著兒子孝扶鎮壓肥後國人一揆。然而在天正16年（1588年）隨著輝元上洛時，與德川家康會面，但被輝元質疑而被沒收領地並遭到流放。
不久上京之後，於天正19年（1591年）在四日市村逝世。